# Sergio Ahumada
Sergio Ahumada Bacho, né le 2 octobre 1948 à Coquimbo, est un footballeur chilien des années 1970.

## Biographie
En tant qu'attaquant, Sergio Ahumada est international chilien à 29 reprises (1973-1977) pour 6 buts. Sa première sélection est honorée à Port-au-Prince, contre Haïti le 14 avril 1973 (1-1).
Il participe à la Coupe du monde de football de 1974. Il est titulaire dans tous les matchs et inscrit au passage un but à la 69e minute contre la RDA. Mais le Chili est éliminé au premier tour.
Il participe aussi à la Copa América 1975. Il inscrit un but contre la Bolivie à la 61e minute, lors du match retour. Le Chili est encore éliminé au premier tour.
Sa dernière sélection est honorée à Lima, contre le Pérou, le 26 mars 1977, qui se solde par une défaite (0-2).
Il joue dans différents clubs chiliens (Club de Deportes La Serena, Club Social y Deportivo Colo Colo, Club de Deportes Unión Española et Corporacion Deportiva Everton de Vina del Mar), remportant une coupe du Chili en 1974 et quatre championnats.

## Clubs
- 19??-1969 : Club de Deportes La Serena
- 1970-1974 : Club Social y Deportivo Colo Colo
- 1975-1977 : Club de Deportes Unión Española
- 1978 : Corporacion Deportiva Everton de Vina del Mar

## Palmarès
- Coupe du Chili de football

- - Vainqueur en 1974
- Championnat du Chili de football
  - Champion en 1970, en 1972, en 1975 et en 1977
- Copa Libertadores
  - Finaliste en 1973 et en 1975